# Neogoezia gracilipes
Neogoezia gracilipes là một loài thực vật có hoa trong họ Hoa tán. Loài này được (Hemsl.) Hemsl. mô tả khoa học đầu tiên năm 1894.